# Эстакада
Эстака́да (фр. estacade):

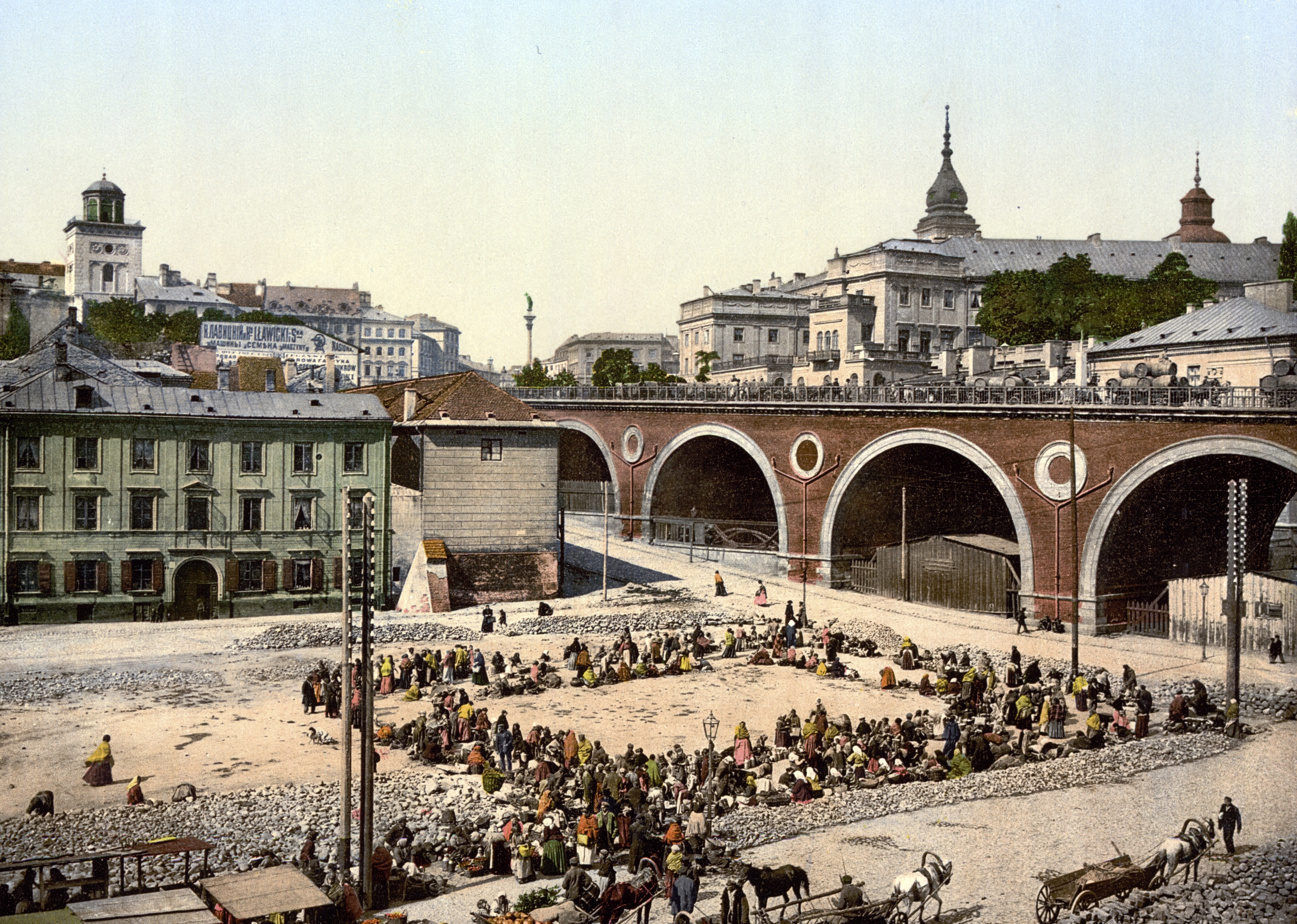
Эстакада Панцера
(около 1890—1905 годов)

- инженерное сооружение, обычно свайного или ферменного типа, служащее для поднятия вверх путей сообщения или для погрузочных операций, иногда протяжённое, состоящее из ряда однотипных опор и пролётов, предназначенное для размещения дороги или инженерных коммуникаций выше уровня земли с целью обхода занятой территории (чаще всего в городах) или транспортных потоков[2].
- в военном деле фортификационное заграждение.

## В строительстве

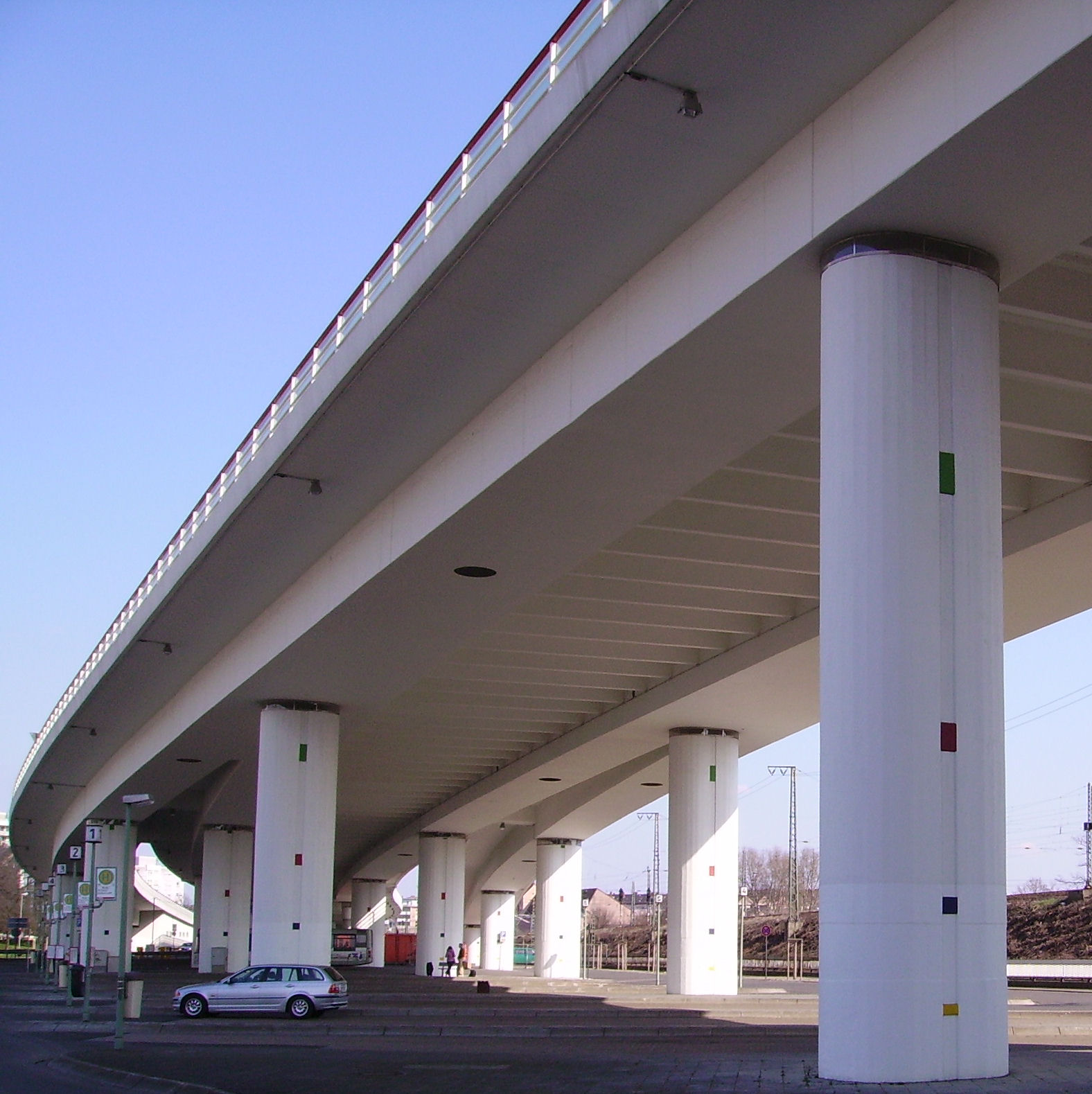
Эстакада в Лудвигсхафене

Эстакады зачастую используют в качестве эстакадного подъезда к пролёту моста, а иногда — для отделения автомагистрали от городской инфраструктуры (зачастую — в метро).
Эстакады часто являются элементами других транспортных сооружений: пандуса, речных мостов, многоуровневых подъездных путей. Используются также как специальное вспомогательное приспособление, помост на сваях.
Изначально использовались как сооружения, позволявшие существенно облегчить процесс погрузки-выгрузки груза на судах.
Сооружения, которые одновременно пересекают несколько препятствий, также называют эстакадами. К ним относятся сооружения, в которых совмещены путепровод и мост: например, эстакада, которая пересекает реку, железную и автомобильную дороги.
Кабельной эстакадой называется надземное или наземное открытое горизонтальное или наклонное протяжённое кабельное сооружение. Кабельная эстакада может быть проходной или непроходной.

## В военном деле
В военном деле под словом эстакада подразумевается прежде всего подводное свайное, с продольною на них насадкой у горизонта воды, или из отдельных кустов свай, соединённых плавающими брёвнами, цепями и прочим, фортификационное заграждение рек и морских проходов, устраиваемое с целью преградить путь неприятельским судам во время войны, а также фортификационное приспособление, служащее для запора гаваней или для предохранения флота от приближения неприятельских судов и состоящее из соединённых между собою цепями толстых брёвен, укреплённых на якорях. Позднее подобные фортификационные сооружения устраивались главным образом для защиты мостов от разрушения боевыми зарядами, которые были закреплены на плавучих предметах (лодках, плотах и т.п.), спускаемых неприятелем вниз по течению.

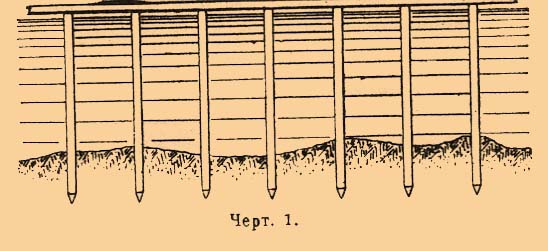
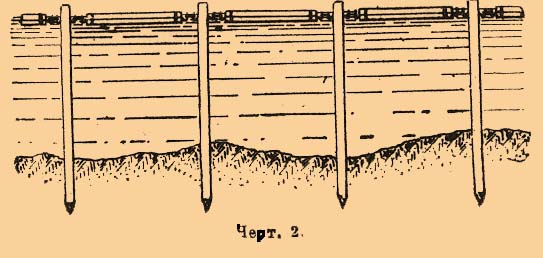
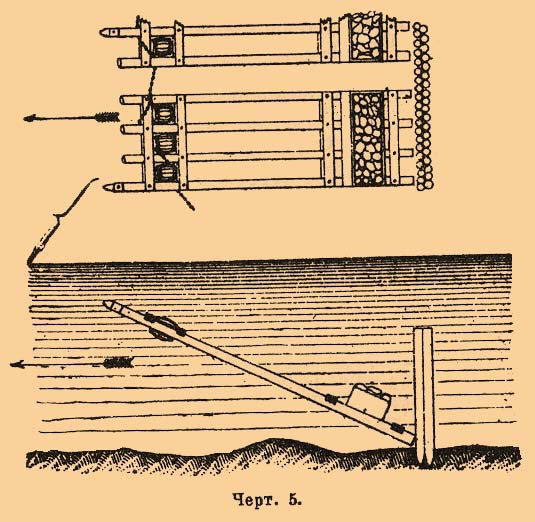

## Примеры
- Басарабская эстакада
- Волоколамская эстакада
- Крымская эстакада
- Крюковская эстакада
- Лужнецкая эстакада
- Рижская эстакада
- Русаковская эстакада
- Савёловская эстакада
- Эстакада Панцера (Варшава)